# Limfa
Limfa je jedna od tekućina u organizmu koja se u početku proizvodi kao vanstanična tekućina a zatim ulazi u limfne žile putem filtracije. Nakon ulaska u limfnu žilu, limfa putuje do limfnih čvorova, te na posljetku izlazi u lijevu ili desnu podključnu venu i tu se miješa s krvlju.

## Sastav limfe
Limfa je po sastavu slična krvnoj plazmi ali može biti različitog sastava u ovisno o tkivu koje opslužuje, odnosno u kojem se izlučuje: npr. u limfnim čvorovima limfa se obogaćuje limfocitima, a limfa koja se stvara u probavnom sustavu (tzv. mliječ) bogata je trigliceridima i bjelkaste je boje (po boji je i dobila naziv mliječ).

## Stvaranje limfe
Krv sadrži hranjive tvari i važne metabolite. Gonjena radom srca krv se putem krvnih žila prenosi do tkiva koje snabdijeva navedenim tvarima. Na izlasku iz tkiva krv odvozi "otpadne" tvari. Ova razmjena ne vrši se izravno već putem vanstanične tekućine. Vanstanična tekućina se nalazi oko stanica i ispunjava prostor između njih. Pošto krv i stanice bez prestanka ispuštaju i uzimaju razne tvari u i iz vanstanične tekućine, jasno je da se sastav iste stalno mijenja. Voda i otopljene tvari slobodno se razmjenjuju između krvi i vanstanične tekućine i nalaze se u međusobnoj dinamičkoj ravnoteži. Sama razmjena odvija se kroz stjenke najmanjih krvnih žila, kapilara.
Vanstanična tekućina se proizvodi na arterijskom dijelu kapilara jer je tu krvni tlak viši i oko 99% nje se vraća u venski dio kapilara. Preostalih 1% kao limfa ulazi u limfne kapilare. Novoproizvedena limfa je bistra kao voda i njezin je sastav isti kao sastav vanstanične tekućine. Naravno, prolaskom kroz limfne čvorove i u dodiru s krvi, limfa se obogaćuje, između ostalog, limfocitima i bjelančevinama.

## Cirkulacija limfe
Limfni sustav nije zatvoren i za razliku od krvožilnog sustava, nema središnju pumpu, ali limfa protječe iako nije gonjena značajnim tlakom. Protok limfe postoji zahvaljujući peristaltici (grčenju i opuštanju) glatkih mišićnih vlakana u limfnim žilama, tlaku u tkivima uzrokovanom pokretanjem bliskih skeletnih mišića, negativnog tlaka proizvedenog u prsnom košu, pulsiranja arterija i sl.
Limfa koja iz međustaničnog prostora ulazi u limfne žile ne vraća se natrag zbog postojanja malih "ventila" unutar limfnih žila. U slučaju poremećaja ili izloženosti visokom tlaku unutar limfnih žila, dio tekućine se može vratiti i doprinijeti stvaranju edema.
Limfne žile prenose limfnu tekućinu natrag u krvožilni sustav gdje se miješa s krvlju, nadomještajući tako izgubljeni volumen krvi kod proizvodnje vanstanične tekućine.

## Vanjske poveznice
- (engl.) Virtualni atlas limfnog sustava čovjeka